# Design: Simon & Tomas
Design: Simon & Tomas var ett inredningsprogram i TV3 där Simon Davies och Tomas Cederlund var programledare. Programmet kom som en efterföljare av Från koja till slott. Säsong 1 inleddes i mars 2007, säsong 2 i januari 2008, säsong 3 i oktober 2008 och säsong 4 i januari 2009.